# Crosio (cognome)
Crosio è un cognome di lingua italiana.

## Varianti
Il cognome non presenta varianti.

## Origine e diffusione
Cognome tipicamente settentrionale, è presente prevalentemente in Lombardia e Piemonte.
Potrebbe derivare dal toponimo Crosio della Valle.
In Italia conta circa 247 presenze.

## Persone
- Gianni Crosio – attore italiano
- Jonny Crosio – architetto e politico italiano
- Luigi Crosio – pittore italiano